# Bim bam toi
«Bim bam toi»  es una canción de Carla que sirvió como la entrada de Francia en el Festival de la Canción de Eurovisión Junior 2019, celebrado en Gliwice, Polonia, el 24 de noviembre de 2019. Fue lanzado en el sello MCA como sencillo el 11 de octubre.
En diciembre de 2019, la canción se volvió viral en TikTok y subió al número uno en la lista Spotify Top 50 Viral de Francia.
Fue escrita por Barbara Pravi (quien más tarde representaría a Francia en el Festival de la Canción de Eurovisión 2021 en Róterdam, Países Bajos con la canción «Voilà», además de escribir la entrada francesa ganadora de Eurovisión Junior del año siguiente «J'imagine») e Igit, y producido por Julien Comblat, quien ha trabajado con M. Pokora y Arcadian.

## Trasfondo
«Bim bam toi» es una canción de electropop escrita en francés, con pequeñas partes en inglés. Cuenta la historia de un amor a primera vista. Dice:

J'ai beau tenter, rien ne perce

Depuis mes lèvres closes

Mais j'avoue, je confesse

Á l'intérieur, j'explose!

Et ça monte, ça monte, ça monte

Jusqu'à ce que mon petit coeur disjoncte
No matter how I try, nothing comes out

From my closed lips

But I admit, I confess

Inside, I explode!

And it goes up, it goes up, it goes up

Until my little heart freaks out

| J'ai beau tenter, rien ne perce Depuis mes lèvres closes Mais j'avoue, je confesse Á l'intérieur, j'explose! Et ça monte, ça monte, ça monte Jusqu'à ce que mon petit coeur disjoncte | No matter how I try, nothing comes out From my closed lips But I admit, I confess Inside, I explode! And it goes up, it goes up, it goes up Until my little heart freaks out |
| | |

Durante el Festival de la Canción de Eurovisión Junior 2019, fue la segunda canción interpretada, después de "We Will Rise" de Jordan Anthony (Australia) y justo antes de "A Time for Us" de Tatiana Mezhentseva y Denberel Oorjak (Rusia). Habiendo obtenido 85 puntos de los jurados (sexto lugar) y 84 del televoto (tercer lugar), Carla terminó quinta con un total de 169 puntos.
Ya en noviembre, los usuarios de TikTok estaban participando en el desafío «Bim bam toi» subiendo videos de ellos mismos sincronizando los labios con la canción. Esto se volvió viral en Francia cuando Juju Fitcats, un vlogger de fitness de YouTube con más de un millón de seguidores, participó en el desafío a principios de diciembre. En su video, Fitcats canta alegremente la canción mientras baila en un avión justo antes del despegue. Obtuvo millones de visitas y fue parodiado muchas veces.
La canción pasó un par de semanas en el número uno en la lista Spotify Top 50 Viral para Francia y continuó entre los tres primeros hasta enero.
Desde febrero de 2020, el video musical oficial de «Bim bam toi» es el video relacionado con Eurovisión Junior más visto en YouTube. La canción también apareció como baile de Fortnite en octubre de 2021.

| Digital single |               |          |  |
| N.º            | Título        | Duración |  |
| 18.            | «Bim bam toi» |          |  |